# Электромотороллер

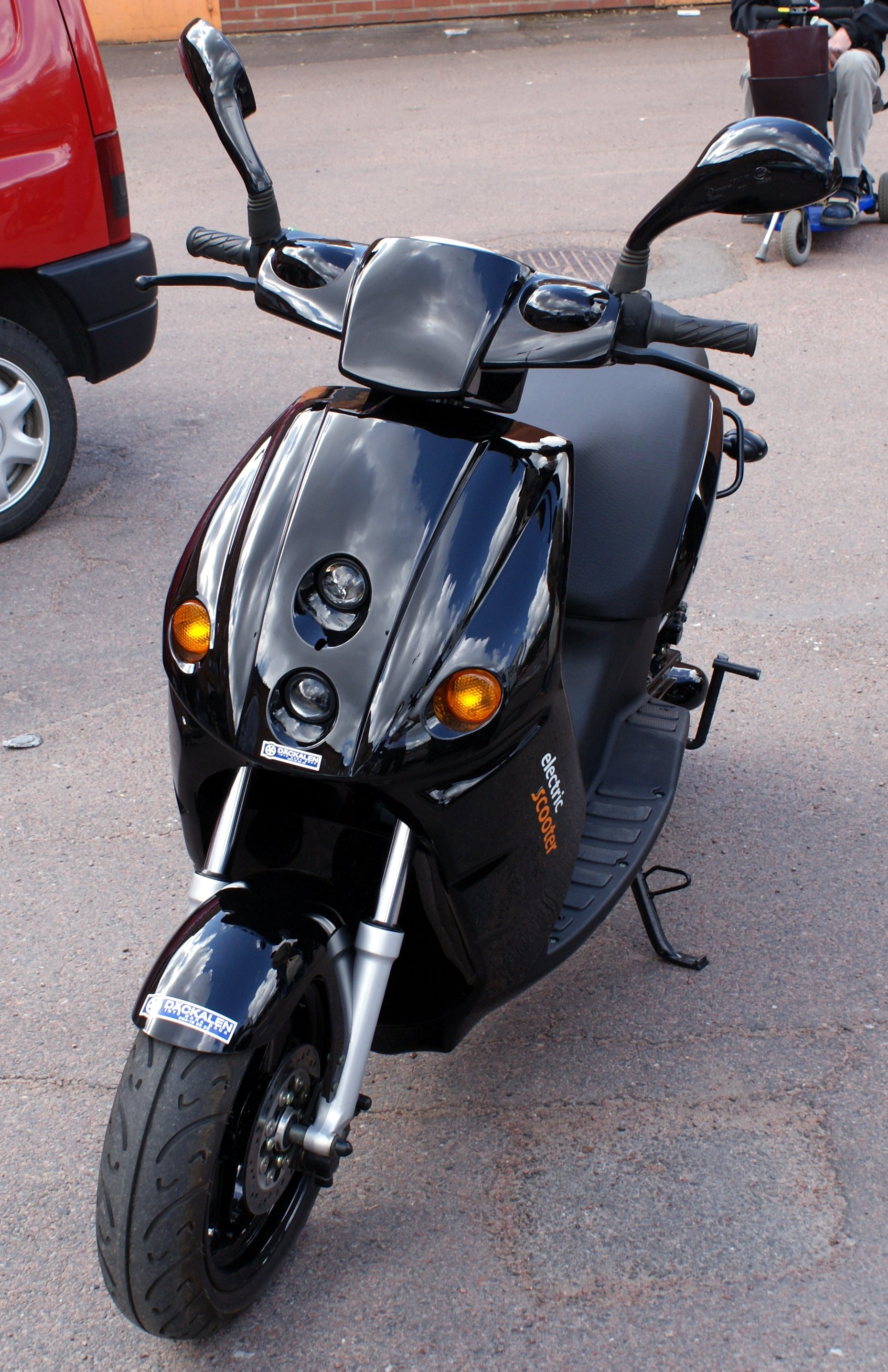
E-max electric scooter

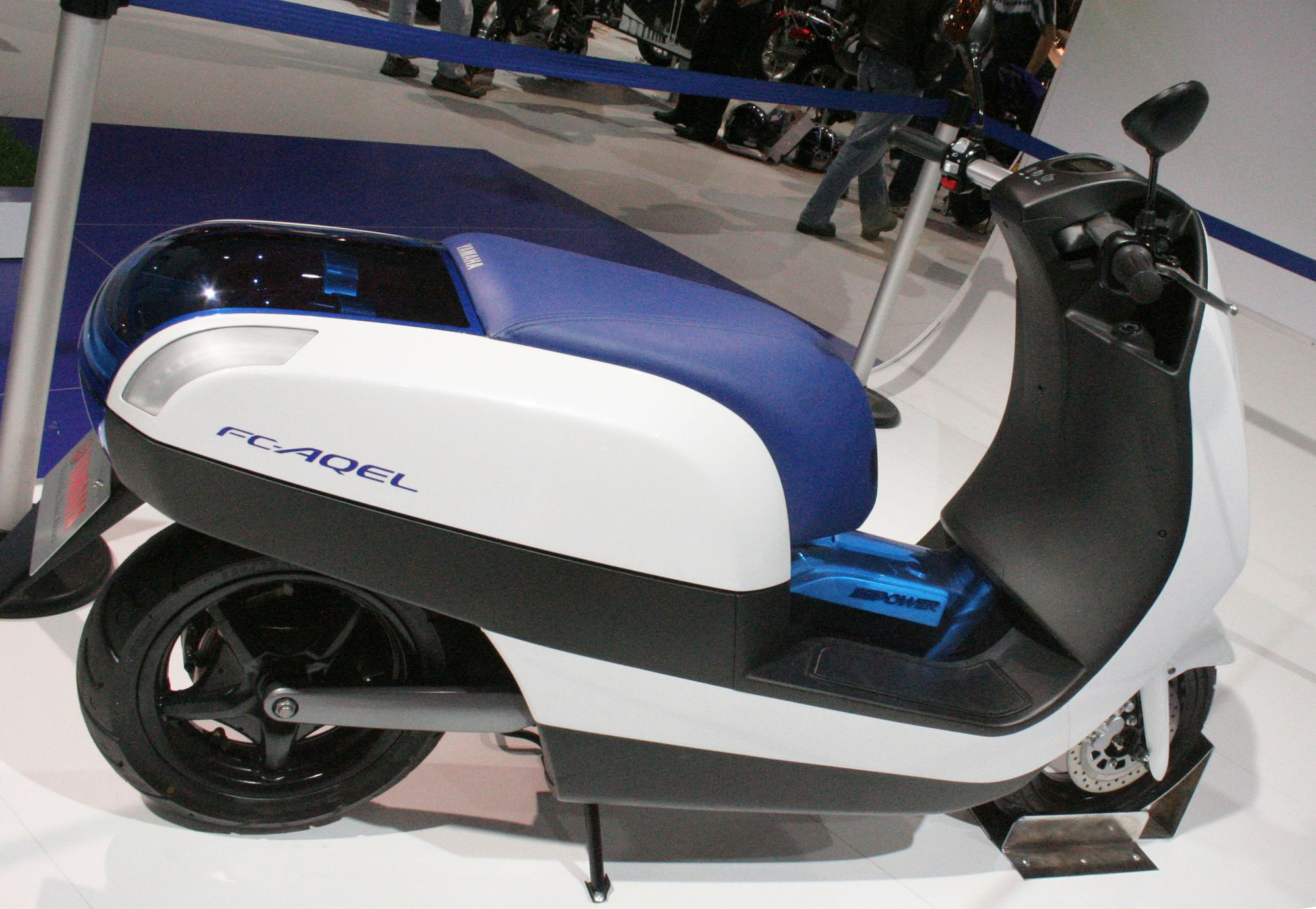
Скутер Yamaha FC-AQEL с силовой установкой на PEM водородных топливных элементах. 2006 год

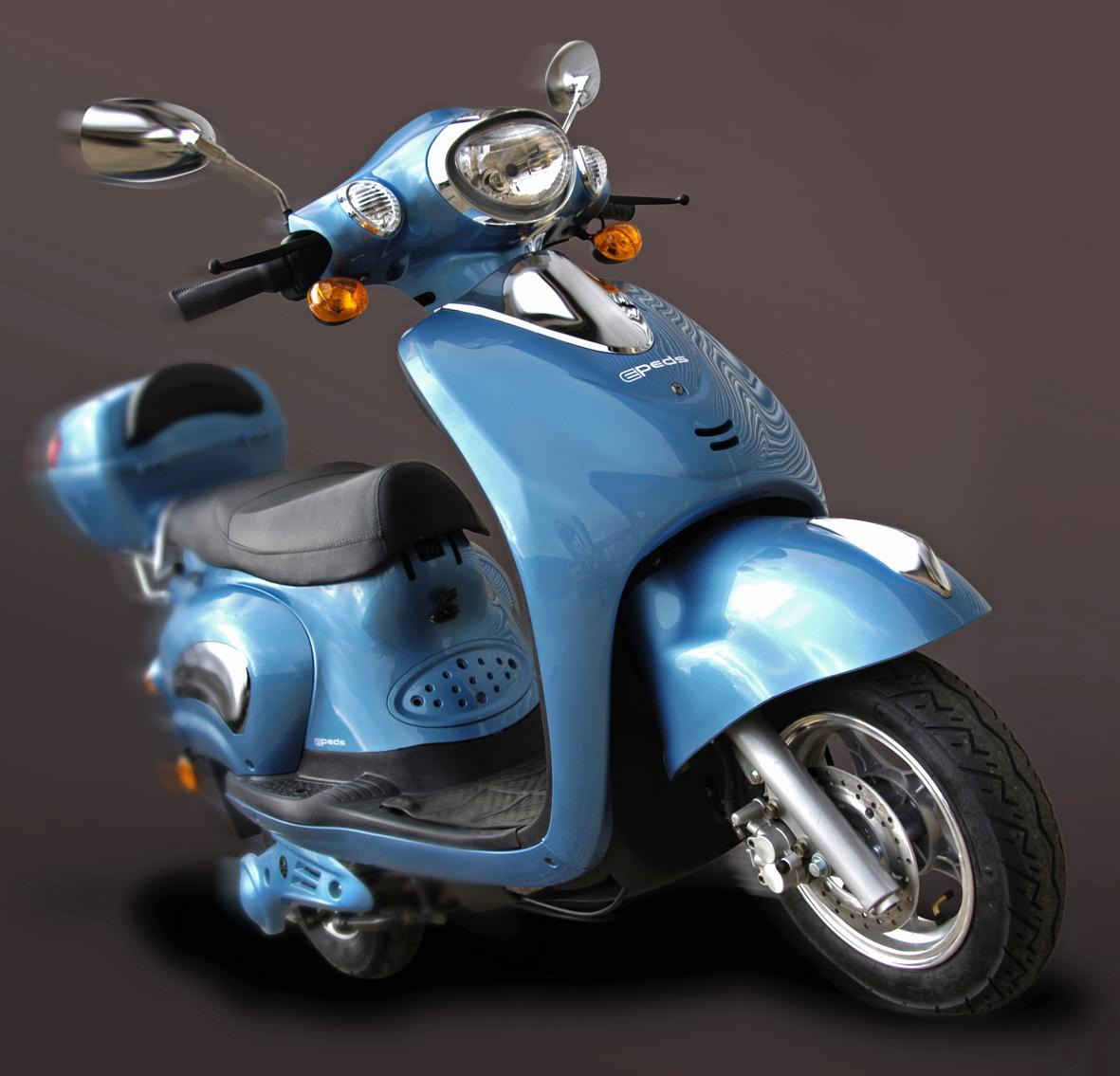
Stylish Eped City, Epeds UK Ltd.

Электромоторо́ллер или электроску́тер — вид мотороллера, использующий электродвигатель с питанием от аккумулятора.

## Источник питания
В качестве источника питания в электромотороллере используется электрический аккумулятор (в новейших моделях часто суперконденсаторы), или водородный топливный элемент. На начало 2009 года подавляющее большинство электроскутеров использует литий-ионный или свинцово-кислотный (более дешёвый вариант) аккумулятор. Среднее время заряда, необходимое для полной зарядки, 4—8 часов. Расстояние, преодолеваемое на одной зарядке — от 30 до 150 км.

## Преимущества и недостатки
Преимущества:
- Низкий уровень шума.
- Низкие эксплуатационные расходы (электроэнергия дешевле бензина, нет необходимости в регулярной замене масла и т. д.).
- Отсутствие дорожного сбора, платы за парковку (в Евросоюзе, США и многих других странах, включая Россию).
- Отсутствует выброс продуктов сгорания топлива в атмосферу (дружелюбен к окружающей среде в случае использования электричества, полученного из экологически чистых источников энергии).
- Возможна эксплуатация в закрытых помещениях.

Недостатки:
- Высокая начальная цена.
- Меньший запас хода.
- Большее время «зарядки» (модели на суперконденсаторах свободны от этого недостатка).
- Высокие затраты на замену аккумуляторов по мере их старения.

## История

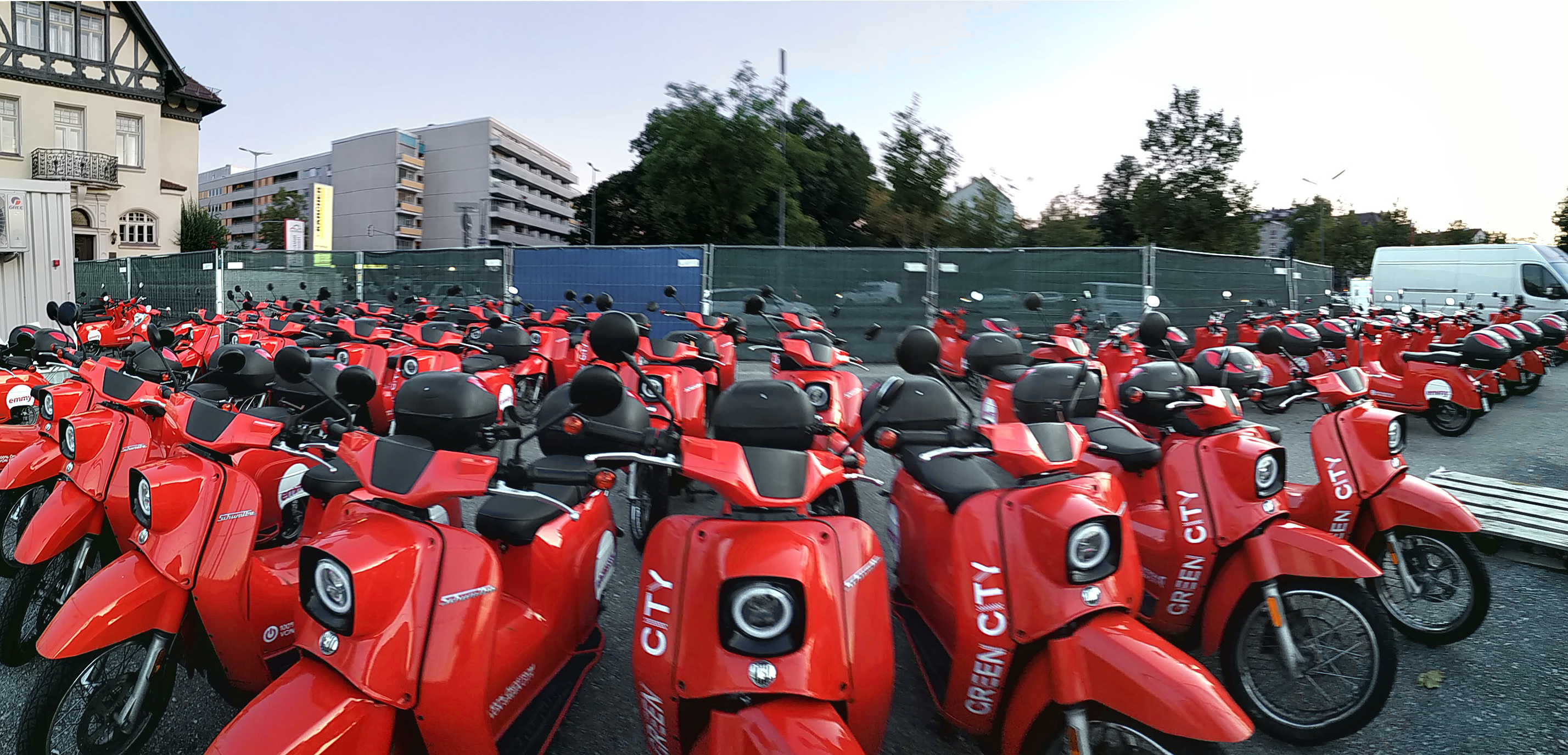
Электроскутеры Emmy на зимней парковке в Мюнхене (2019 год)

- В 1860-х появляются первые упоминания о патентах на электромотоциклы.
- В 1911 году были созданы опытные образцы (EM History: 1911 Popular Mechanics).
- Первый серийный электроскутер был создан компанией Peugeot в 1996 году под названием Scoot’Elec. Мощность данного аппарата составляла 2,8 кВт (4 л. с.).
- В 2007 году мотоцикл «Killacycle» использующий литий-ионный аккумулятор, установил новый мировой рекорд скорости на дистанции ¼ мили, которые преодолел за 7,824 сек (270 км/ч) на трассе Firebird Motorsports Park[англ.], Чандлер, Аризона, США[1].
- Электроскутером называют также разновидность инвалидных колясок с электроприводом. На таком электроскутере, в частности, совершает пробег Владивосток — Москва Александр Кашин.

Особую популярность электроскутер приобрёл в начале XXI века. В европейских городах компании запускают свои флоты скутеров по модели каршеринга.

## Производители
Основная часть электроскутеров (как и скутеров) производится в Китае и странах Азии.
Рост производства электроскутеров и увеличение количества фирм производителей происходит в данный момент слишком быстро для того, чтобы было возможным выделить лидеров.

## Рынок потребления
Китай лидирует в мире по продажам электросамокатов, составив 9,4 миллиона из 12 миллионов, проданных во всём мире в 2013 году. По состоянию на ноябрь 2020 года количество электросамокатов в Китае достигло около 300 миллионов, а годовые продажи составили более 30 миллионов единиц. За пределами Азиатско-Тихоокеанского региона, включая Европу, было продано всего 31 338 электросамокатов. Рынок США сравнительно невелик: в 2012 году было продано около 2000 электроскутеров.
В Индии в 2008 году было продано около 100 тысяч электроскутеров.
Китай в 2008 году продал около 21 миллиона электрических двухколёсных транспортных средств.
В Индии высокие затраты и проблемы с электросетью способствовали снижению продаж. В таких штатах, как Тамилнад, где была сокращена подача нормированной электроэнергии, соответствующее падение продаж наблюдается у производителей электросамокатов, таких как Ampere и Hero Electric.
Электроскутеры могут предлагаться и в сервисах проката, например в сервисе Vzhik или (ранее) в YouDrive lite.